# Palla
|  | Aquest article tracta sobre la tija seca dels cereals. Vegeu-ne altres significats a «Palla (desambiguació)». |

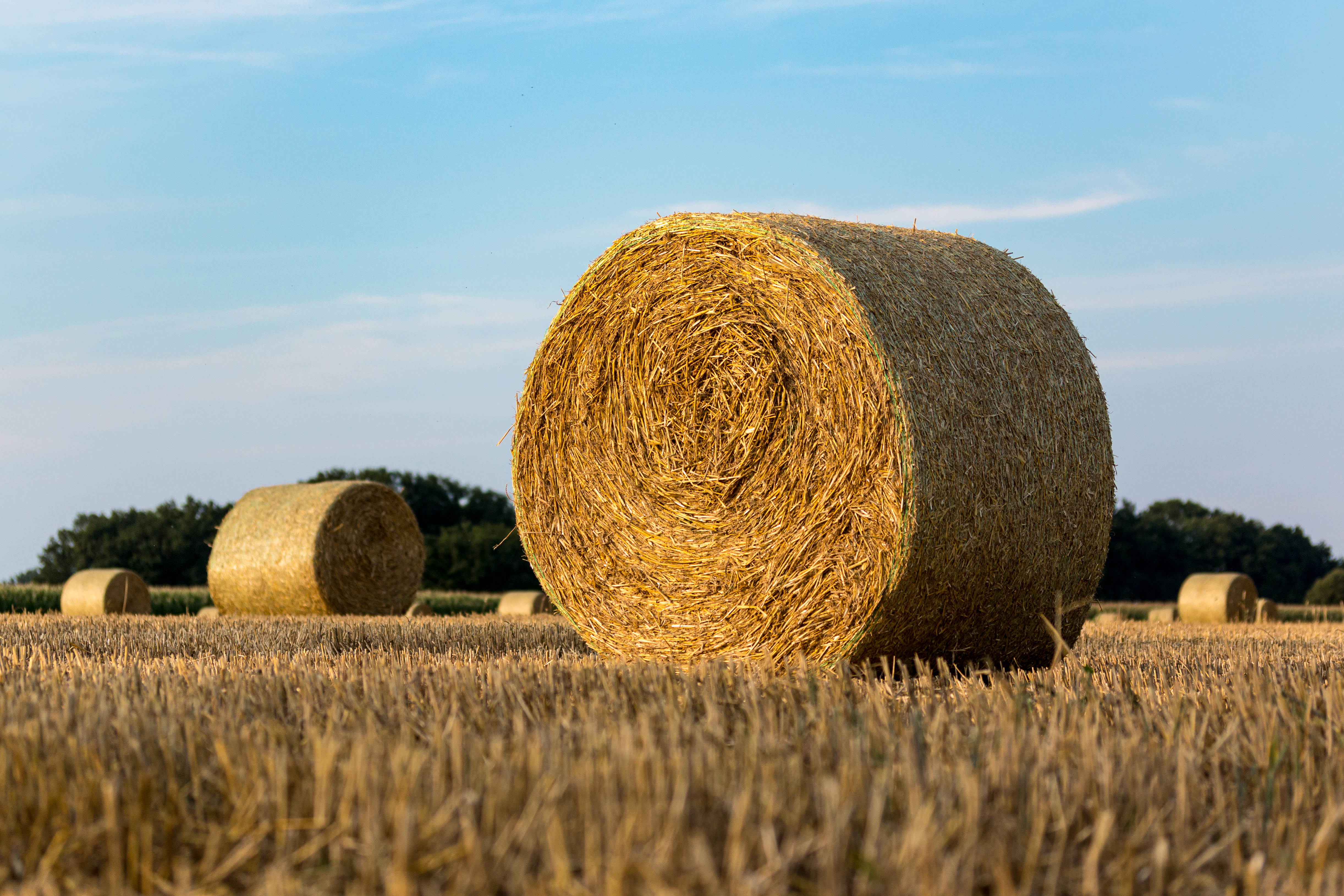
Bales de palla

La palla és la tija seca dels cereals (blat, civada, sègol, ordi, arròs etc), després que el gra o llavor se'n ha separat mitjançant la trilla.
La palla s'obté després de l'operació del batre o trillar, que separa el gra de la palla. Antigament és feia manualment a l'era de batre. Le recol·lectores modernes seguen i baten alhora en el mateix camp. És conserva en fardells en magatzems, o solta en sitges. La palla es compra i ven generalment en rotllos o en bales, i el seu valor depèn de la netedat i puresa.
Tot i que pot ser una primera matèria valorosa, es sol considerar com un residu de poca valor, com es veu en les dites «separar el blat de la palla» o «confondre la palla i amb el gra». Nogensmenys, quan van arribar de les plàstiques als anys 60 del segle xx, van substituir productes tradicionals i la majoria d'obradors de palla van tancar.

## Utilització
La palla pot servir tal qual en l'agricultura, com a primera matèria o com a combustible.

### Sense transformació
En ramaderia pot servir de jaç a les estables. Mixt amb excrements es col·lecta al femer i es pot dispersar com adob. L'aplicació més senzilla és reincorporar-la al terreny i ajudar així a no perdre massa matèria orgànica del sòl. La ramaderia intensiva va crear el problema de la sobrefertilització, quan el volum de femta mesclada amb palla sobrepassa la capacitat del terra de processar el volum de nutrients i sorgeixen problemes com l'eutrofització dels cursos d'aigua o la contaminació de les aigües subterrànies.
Com a aliment de bestiar, és de qualitat mediocre, i només la poden pais els remugants, els únics animals de cria capaços de digerir la cel·lulosa. Per fer-la més desitjable i per millorar el seu valor nutritiu, s'hi pot afegir diversos productes (urea, melassa...). La palla és un producte útil en cas de penúria, sobretot durant els períodes de sequera que esgoten la producció de farratge a les zones de cria ramadera, però un bòvid alimentat exclusivament de palla aprima ràpidament.
També s'empra en la protecció del sòl formant una capa, especialment en horticultura, i així es manté la humitat després d'haver sembrat pastura. Pot protegir cultius com carbassó o maduixes del contacte directe amb el sol que els fa malbé. La palla és una alternativa de les làmines de material plàstic per a protegir  la capa humida del sòl.
Pot servir com a substrat per al cultiu de certs bolets, com ara la gírgola.

### Matèria primera
La palla és un producte de creixement ràpid que pot substituir la fusta en molts aplicacions i així pot formar una alternativa per a la fusta que encara és el material de construcció ecològic per excel·lència però té l'inconvenient que creix molt poc a poc i que és relativament escàs.

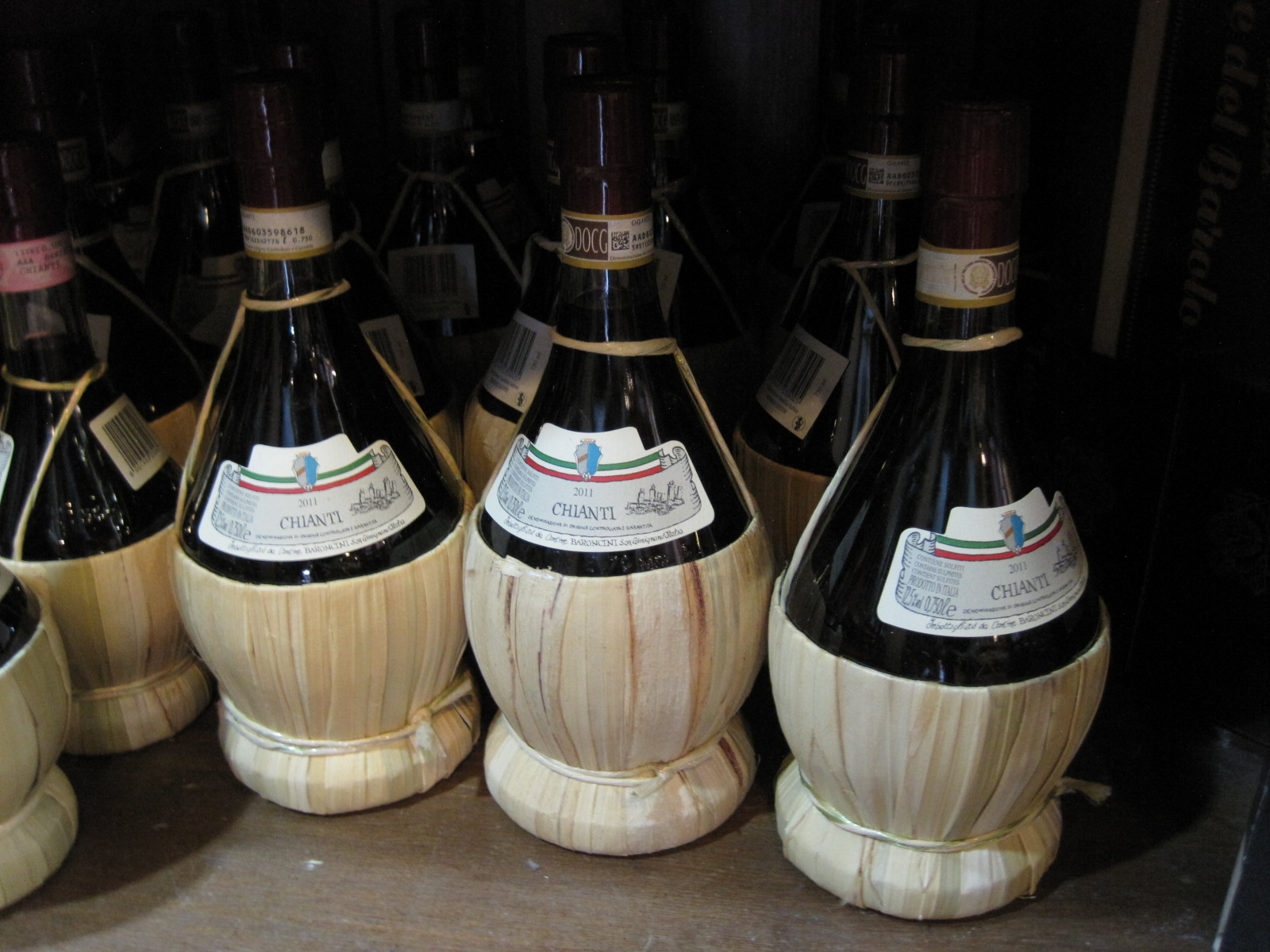
Fiaschi de Chianti amb cistell de palla

Tradicionalment, se'n fan barrets de palla. A Itàlia, se'n fan el conegut fiasco toscano, ampolla de vidre en un cistell de palla, típic del chianti. Hi tenen un consorci que lluita contra les imitacions barates de plàstica. S'en fan bosses, portamonedes, cabassos, cistelles, cistells, ruscs avui reemplaçat per la fusta, estores, màrfegues i molt més.
És una font de cel·lulosa per a fabricar paper. Matthias Koops, un industrial anglès d'origen pomerani, va ser un dels primers a enregistrar una patent de fer paper amb palla. El 1801 va escriure una història dels suports d'escriptura, en un llibre «printed on paper manufactured solely from straw» (‘imprès en paper fet només de palla’).

### Combustible
Tot i que és altament inflamable, pel volum, a l'estat natural no és gaire pràctic com a combustible en instal·lacions domèstics. Per la mateixa quantitat d'energia, produeix menys CO₂ que els combustibles fòssils. La cendra roman voluminosa i conté molt de nitrogen (N), potassi (K), clor (C) i fòsfor (P).
Es van desenvolupar procediments de transformació per fer-ne carburants de millor qualitat mediambiental, com ara el biogàs, el carbó vegetal o l'etanol.
La palla d'arròs, per exemple, mixt amb purins porcins es pot transformar en biogàs per la codigestió anaeròbica.
L'etanol es pot servir directament o com a component per a sintetizar biocombustibles per a aplicacions, com el transport aeri, un sector al qual encara no hi ha solucions elèctriques.

## Museus
El Museu suís de la palla (Schweizer Strohmuseum) a Wohlen és dedicat a les diferents tècniques de teixit de pallet i dels barrets de palla. S'hi explica la palla, material humil, va ser la base d'una indústria pròspera durant dos segles. Va començar com a indústria artesanal domèstica i a poc a poc va esdevenir una indústria de teixit de barrets orientada a l'exportació.
El Museum der Strohverarbeitung  (museu del processament de la palla) a Twistringen a l'Estat de Baixa Saxònia mostra les tècniques artesans i industrial.

## Locucions
- Home de palla
- Tenir la cua de palla[25][26]
- Pal de paller: eix al voltant del qual es vertebra un sistema organitzat.[27]